# Степановка (Челябинская область)
Степановка — деревня в Октябрьском районе Челябинской области России. Входит в состав Октябрьского сельского поселения.

## География
Деревня находится на востоке Челябинской области, в лесостепной зоне, на перешейке между озёрами Горькое и Пески, на расстоянии примерно 7 километров (по прямой) к северу от села Октябрьское, административного центра района. Абсолютная высота — 178 метров над уровнем моря.

## Население
| 2002 | 2010 |
| ---- | ---- |
| 102  | ↘81  |

Гендерный состав
По данным Всероссийской переписи населения 2010 года в гендерной структуре населения мужчины составляли 42 %, женщины — соответственно 58 %.
Национальный состав
Согласно результатам переписи 2002 года, в национальной структуре населения русские составляли 36 %, казахи — 26 %.

## Улицы
Уличная сеть деревни состоит из двух улиц.